# Johann III. von Fahrensbach
Johann III. von Fahrensbach (Varensbeke) († nach 1557) war Domherr der Kirche von Ösel, Hauptmann in Estland und Herr auf Udenküll.

## Familie
Johann von Fahrensbach stammte aus der deutsch-baltischen Familie Fahrensbach. Seine Eltern waren Dietrich II. von Fahrensbach und Magdalena von Dücker. Er hatte aus einer Verbindung mit Gerdruth von Vietinghoff einen gleichnamigen Sohn Johann, sowie drei Töchter.

## Leben
Johann ging zuerst eine geistliche Laufbahn ein. So war er als Johannes Varensbeke aus Revalia 1499 noch in Rostock immatrikuliert, selben Jahres sicherte er sich drei Neusiedler zu Willofer. Zu dieser Zeit war er Verwalter der Kirchenpräbende Purge. 1526 bis 1535 wurde er als Domherr der Kirche von Ösel genannt und war Inhaber der Präbende Heimar. Mit der Einführung der Reformation und der Auflösung des Bistums säkularisierte er.
Vom Februar 1530 – Februar 1534 wurde er als Hauptmann von Hapsal genannt, anderweitig als Wiekscher Ritterschaftshauptmann. Als solcher stand er im öseler Bischofsstreit auf der Seite Wilhelms Markgraf von Brandenburg. Im Oktober 1533 wurde er während des Waffenstillstands mit Bischof Reinhold von Buxhoeveden vom Markgrafen mit 80 Mann nach Leal gesandt. Am 29. Juli bzw. 15. August 1536 erging endlich ein Urteil des Schiedsgerichts unter dem Vorsitz von Erzbischof Thomas Schöning und Ordensmeister Hermann von Brüggenei in der wiekschen Streitigkeit. Dem Urteil nach war Reinhold von Buxhoeveden durch die Parteigänger Wilhelms zu entschädigen. Der Anteil Johann von Fahrensbachs betrug 3.000 Mark gestreckt auf sechs Jahre.
Neben Udenküll hatte er auch die Dörfer Harra im Kirchspiel Nuckö in der Wiek und Voerla besessen. Ob er mit Johann (Hans) Fahrensbach zu Pedua gleichzusetzen ist, welcher 1525 am Landtag in Wolmar teilnahm und 1545 erneut auf Pedua genannt wird, oder es sich bei diesem um einen Vetter handelte, bedarf der Klärung.
Johann von Fahrensbach bezeichnete Friedrich von Ampten, den Bischof von Reval (1551–1557) und Dompropst zu Ösel, als seinen Herrn. Er stand jedoch auch im Dienst von Johann von Münchhausen. Am 2. Februar 1557 machte er sein Testament.
Bei dem ab 1560 unter den Gefolgsleuten bzw. Beratern Magnus von Dänemarks genannten Johann von Fahrensbach zu Udenküll wird es sich wohl um seinen gleichnamigen natürlichen Sohn und Haupterben gehandelt haben.